# Ахрянско
Ахря́нско (болг. Ахрянско) — село в Кирджалійській області Болгарії. Входить до складу общини Ардино.

## Населення
За даними перепису населення 2011 року у селі проживали 43 особи, з них 39 осіб (95,1%) — турки.
Розподіл населення за віком у 2011 році:
Динаміка населення: